# Festival de Cannes 2009
O 62º Festival de Cinema de Cannes ou Festival de Cannes 2009 foi realizado de 13 a 24 de maio de 2009. A atriz francesa Isabelle Huppert foi o presidente do Júri. Vinte filmes de treze países foram selecionados para competir pelo Palme d'Or. Os prêmios foram anunciados em 23 de maio. O filme Das weiße Band, dirigido por Michael Haneke, ganhou o Palme d'Or.